# Championnats d'Europe d'aviron 1961
Navigation
Édition précédente Édition suivante
Les championnats d'Europe d'aviron 1961, cinquante-deuxième édition des championnats d'Europe d'aviron, ont lieu en 1961 à Prague, en Tchécoslovaquie.

## Médaillés

### Femmes
| Épreuves                              | Or | Or     | Argent | Argent | Bronze | Bronze |
| ------------------------------------- | --- | ------ | --- | ------ | --- | ------ |
| W1x - Skiff,                          | Hongrie Kornélia Pap | 3:48.9 | Tchécoslovaquie Alena Postlová | 3:52.1 | Union soviétique Zoja Rakickaja | 3:53.5 |
| W2x - Deux de couple,                 | Union soviétique Valentina Kalegina Galina Samorodova | 3:34.9 | Allemagne de l'Est Hannelore Göttlich Helga Kolbe | 3:37.0 | Roumanie Ana Tamas Florica Ghiuzelea | 3:42.2 |
| W4x+ - Quatre de couple avec barreur, | Union soviétique Valentina Vassilieva Ljudmila Suslova Aino Paiusalu Nina Polyakova Tamara Ivanova (barreur)                                                                              | 3:24.9 | Tchécoslovaquie Marta Sipova Jarmila Plocarova Svetla Bartakova Hana Musilova Ivana Potocnikova (barreur)                                                                          | 3:28.4 | Allemagne de l'Est Helga Schlittermann-Fischer Ursula Pankraths Helga Ammon Helga Kolbe Karla Frister (barreur)                                              | 3:28.8 |
| W4+ - Quatre avec barreur,            | Union soviétique Valentina Terekhova Nadeschda Skunkova Ella Sergeyeva Nina Shamanova Valentina Timofeyeva (barreur)                                                                      | 3:28.1 | Roumanie Emilia Rigard Ana Tamas Florica Ghiuzelea Iuliana Bulugioiu Stefania Borisov (barreur)                                                                                    | 3:32.1 | Allemagne de l'Est Ingrid Graf Waltraud Dinter Hilde Amelang Marianne Mewes Elfriede Boetius (barreur)                                                       | 3:36.9 |
| W8+ - Huit,                           | Union soviétique Sinaida Kirillina Vera Rebrova Valentina Sirsikova Nonna Petsernikova Nina Korobkova Lidiya Zontova Zinaida Korotova Nadeschda Gontsarova Viktoriya Dobrodeeva (barreur) | 3:13.6 | Allemagne de l'Est Waltraud Böhlmann Gisela Schirmer Erika Kretschmer Ute Gabler Brigitte Amm Gerlinde Löwenstein Barbara Reichel Christa Schollain-Temeier Sigrid Laube (barreur) | 3:17.2 | Roumanie Emilia Oros Maria Draghici Magda Vladut Mariana Horvath Viorica Moldovan Olimpia Bogdan Margareta Stoian Mariana Limpede Stefania Borisov (barreur) | 3:18.7 |

### Hommes
| Épreuves                   | Or | Or     | Argent | Argent | Bronze | Bronze |
| -------------------------- | --- | ------ | --- | ------ | --- | ------ |
| M1x - Skiff,               | Union soviétique Vyacheslav Ivanov |        | Tchécoslovaquie Vladimír Andrs |        | États-Unis Seymour Cromwell |        |
| M2x - Deux de couple,      | Union soviétique Aleksandr Berkutov Yury Tyukalov | 6:33.6 | Royaume-Uni Nicholas Birkmyre George Justicz |        | Tchécoslovaquie Václav Kozák Pavel Schmidt |        |
| M2- - Deux sans barreur,   | Allemagne de l'Ouest Günther Zumkeller Dieter Bender | 7:01.9 | Finlande Veli Lehtelä Toimi Pitkänen |        | Pays-Bas Ernst Veenemans Steven Blaisse |        |
| M2+ - Deux avec barreur,   | Union soviétique Zigmas Jukna Antanas Bagdonavičius Gerdas Morhus (barreur)                                                                                   | 7:45.3 | Roumanie Ionel Petrov Ilie Husarenco Oprea Păunescu (barreur) |        | Tchécoslovaquie Václav Chalupa Miroslav Strejček Jan Dvorak (barreur)                                                                                           |        |
| M4- - Quatre sans barreur, | Italie Renato Bosatta Tullio Baraglia Giancarlo Crosta Giuseppe Galante                                                                                       | 6:28.3 | Union soviétique Valentin Markovkin Igor Akhremchik Anatoly Tarabrin Yuri Basurov                                                                                         |        | Allemagne de l'Ouest Klaus Wegner Manfred Uellner Klaus Riekemann Günter Schroers                                                                               |        |
| M4+ - Quatre avec barreur, | Allemagne de l'Ouest Karl-Heinz Hopp Klaus Bittner Kraft Schepke Frank Schepke Reinhold Brümmer (barreur)                                                     | 6:33.1 | Union soviétique Oleg Aleksandrov Boris Fyodorov Yury Suslin Anatoli Fedorov Igor Rudakov (barreur)                                                                       |        | Italie Vito Casalucci Michele Vertuccio Salvatore Ibba Francesco Staiti Giuseppe Giorgianni (barreur)                                                           |        |
| M8+ - Huit,                | Italie Romano Sgheiz Giovanni Zucchi Raffaele Viviani Giuseppe Palese Fulvio Balatti Gianpietro Gilardi Vinico Brondi Sereno Brunello Ivo Stefanoni (barreur) | 5:52.2 | Allemagne de l'Ouest Wolfgang Tietenberg Detlef Raatz Joachim Schulz Peter Riff Bernd-Jürgen Marschner Peter Neusel Bernhard Britting Manfred Ross Jürgen Oelke (barreur) | 5:52.4 | France Christian Puibaraud Jean-Pierre Bellet Joseph Moroni Robert Dumontois Gaston Mercier Bernard Meynadier Émile Clerc Michel Viaud Alain Bouffard (barreur) |        |